# Karl Horn (Hauptpastor)
Karl Albert Ernst Friedrich Theodor Horn (* 16. Juli 1869 in Neustrelitz; † 5. Juli 1942 in Hamburg) war ein deutscher evangelisch-lutherischer Geistlicher, Landessuperintendent von Mecklenburg-Strelitz, Hauptpastor der Hauptkirche Sankt Jacobi (Hamburg) und letzter kirchenleitender Senior der Evangelisch-Lutherischen Kirche im Hamburgischen Staate.

## Leben
Karl Horn war ein Sohn des Neustrelitzer Hofrats und Kammersekretärs Paul Horn († 1887) und dessen Frau Anna, geb. Ohl, einer Tochter des Superintendenten Hermann Leberecht Ohl. Er besuchte das Gymnasium Carolinum (Neustrelitz). Von 1887 bis 1891 studierte er Evangelische Theologie an den Universitäten Leipzig, Erlangen und Rostock. Von 1891 bis 1898 war er als Erzieher des späteren Großherzogs Adolf Friedrich VI. von Mecklenburg-Strelitz am Hof in Neustrelitz tätig. 1898 wurde er ordiniert und erhielt eine Berufung zum Pastor in Mirow. Nach seiner Promotion zum Lic. theol. wurde er 1903 Konsistorialassessor im Großherzoglichen Konsistorium und Mitglied der theologischen Prüfungskommission. 1904 leitete er die Trauerfeierlichkeiten für den verstorbenen Großherzog Friedrich Wilhelm II. Als Nachfolger von Gustav Langbein wurde er 1904 Landessuperintendent, Konsistorialrat und Hofprediger in Neustrelitz und damit der Leitende Geistliche in Mecklenburg-Strelitz. Ihm gelang die Umstellung der herkömmlichen Naturalienbezüge der Geistlichen auf ein festes Geldeinkommen; ebenso konnte er ein Pensionsgesetz durchsetzen.

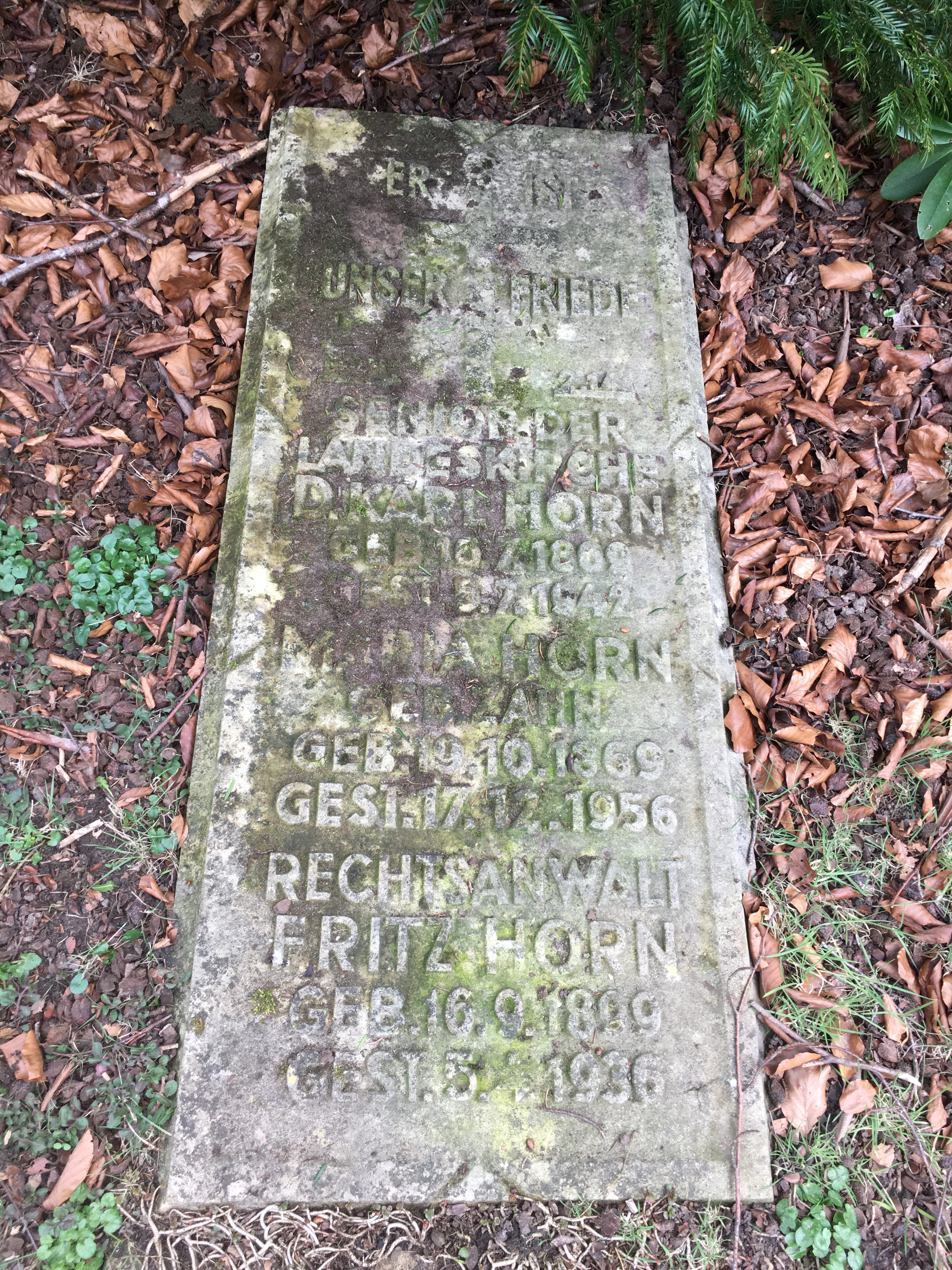
Grabstätte auf dem Friedhof Ohlsdorf

1916 wurde er zum Hauptpastor an der Jakobikirche in Hamburg berufen. Ab 1929 war er als Senior der Leitende Geistliche der Evangelisch-Lutherischen Kirche im Hamburgischen Staate.
1933 berief der Synodalpräsident Simon Schöffel eine außerordentliche Landessynode ein, wo die Mehrheit der Synodalen von Jungreformatorischer Bewegung und Deutschen Christen Horn zum Rücktritt zwang. Die Synode ersetzte die gewählte Kirchenleitung aus Senior und Kirchenrat durch das in Hamburg bislang unbekannte Amt eines Landesbischofs, für das Schöffel antrat und in das er gewählt wurde.
Horn war beteiligt am Weltbund für Internationale Freundschaftsarbeit der Kirchen, Mitglied der Religionswissenschaftlichen Gesellschaft und Vorsitzender der Liturgischen Konferenz Niedersachsens.
Seine Grabstätte ist erhalten und befindet sich auf dem Friedhof Ohlsdorf. Sie liegt im Planquadrat Bh 59 südwestlich von Kapelle 12.

## Schriften
- Abfassungszeit, Geschichtlichkeit und Zweck von Joh. C. 21, ein Beitrag zur johanneischen Frage. Leipzig: Böhme 1903 (Diss.)
- Trauerreden nach dem Ableben Seiner Königlichen Hoheit dem Großherzog Friedrich Wilhelm. 1904
- Die Liturgie – ein Prophet Gottes: Festpredigt [bei d. liturg. Lehrgang in Oldenburg (9.-11. Mai 1925) am Sonntag Kantate in d. Garnisonkirche], Gütersloh: Bertelsmann 1926
- Unsere liturgische Konferenz. Aus der Eröffnungsansprache des Vorsitzenden, D. Horn, gehalten auf der Lübecker Tagung am 27. Mai 1926, Gütersloh: Bertelsmann 1926

## Ehrungen
- 1904 Preußischer Kronenorden 3. Klasse (aus Anlass der Trauerfeier für Friedrich Wilhelm II.)
- 1916 D. theol. der Universität Erlangen